# 毛岱鈞
毛岱鈞（？年—1938年9月），原名恩知，字岱春．號重威。湖南省湘潭縣人。他為抗日戰爭期間陣亡的中國軍方高級將領之一。

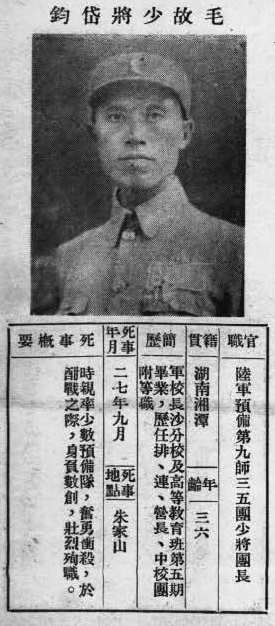
《抗戰軍人忠烈錄》（第一輯）中的毛岱鈞烈士遺像

## 生平[1]
民國26年8月13日。日軍進犯上海，淞滬抗戰爆發，10月任預備第九師三十三團中校團副，開赴前線，與日軍激戰。同年12月擢升該師第三十五團上校團長。民國27年7月，率部參加武漢保衛戰，在江西九江前線，固守廬山以西朱家山、孔家祠、門家橋等陣地，阻擊日軍。9月2日，日軍在飛機大炮支援下，施放毒氣．向宋家山陣地撲來，雙方多次展開白刃格鬥，形勢危急。不幸身中數彈，臨終前還揮舞手槍大喊：「殺!殺!殺!中華民族萬歲!」，犧牲時，年僅36歲。國民政府追贈為陸軍少將。